# R-261 (大型ミサイル艇)
R-261(ロシア語:Р-261エール・ドヴィェースチ・シヂスャート・アヂーン)は、ソ連・ロシア連邦の大型ミサイル艇(Большой ракетный катер)である。

## 概要
12411号計画「モールニヤ」型大型ミサイル艇の1 隻となるR-261は、ハバーロフスクのハバーロフスク造船工場で起工された。1988年12月には竣工し、ソ連海軍太平洋艦隊に配備された。
1991年末にソ連が崩壊すると、R-261はロシア海軍太平洋艦隊に編入された。1990年代における連邦の不況の中、幾隻かの姉妹艇は海軍を除籍されたが、R-261は現役に留まっている。